# Antonae eva
Antonae eva är en insektsart som beskrevs av Schmidt. Antonae eva ingår i släktet Antonae och familjen hornstritar. Inga underarter finns listade i Catalogue of Life.